# مکتب اصفهان
مکتب اصفهان عنوانی است که برای اوج‌گیری فعالیت‌های مختلف فلسفی، فقهی و هنری و معماری در طی سده ۱۷ و اوایل ۱۸ میلادی (۱۰ و ۱۱ هجری قمری) در اصفهان به کار برده می‌شود. این دوره از زمانی آغاز شد که در ۱۰۱۷ هجری قمری/ ۱۵۹۸ میلادی پایتخت صفویان به اصفهان منتقل شد. این دوره با سقوط اصفهان به دست افغان‌ها و سرنگونی صفویان در سال ۱۱۳۶ هجری قمری/۱۷۲۲ میلادی به پایان رسید.
مکتب فلسفی اصفهان در بردارنده اندیشه‌ای است که به روایات امامان شیعه نزدیک و هماهنگ است، و این مکتب تلاش نمود که بین فلسفه و عرفان ایجاد هماهنگی نماید.

## فلسفه

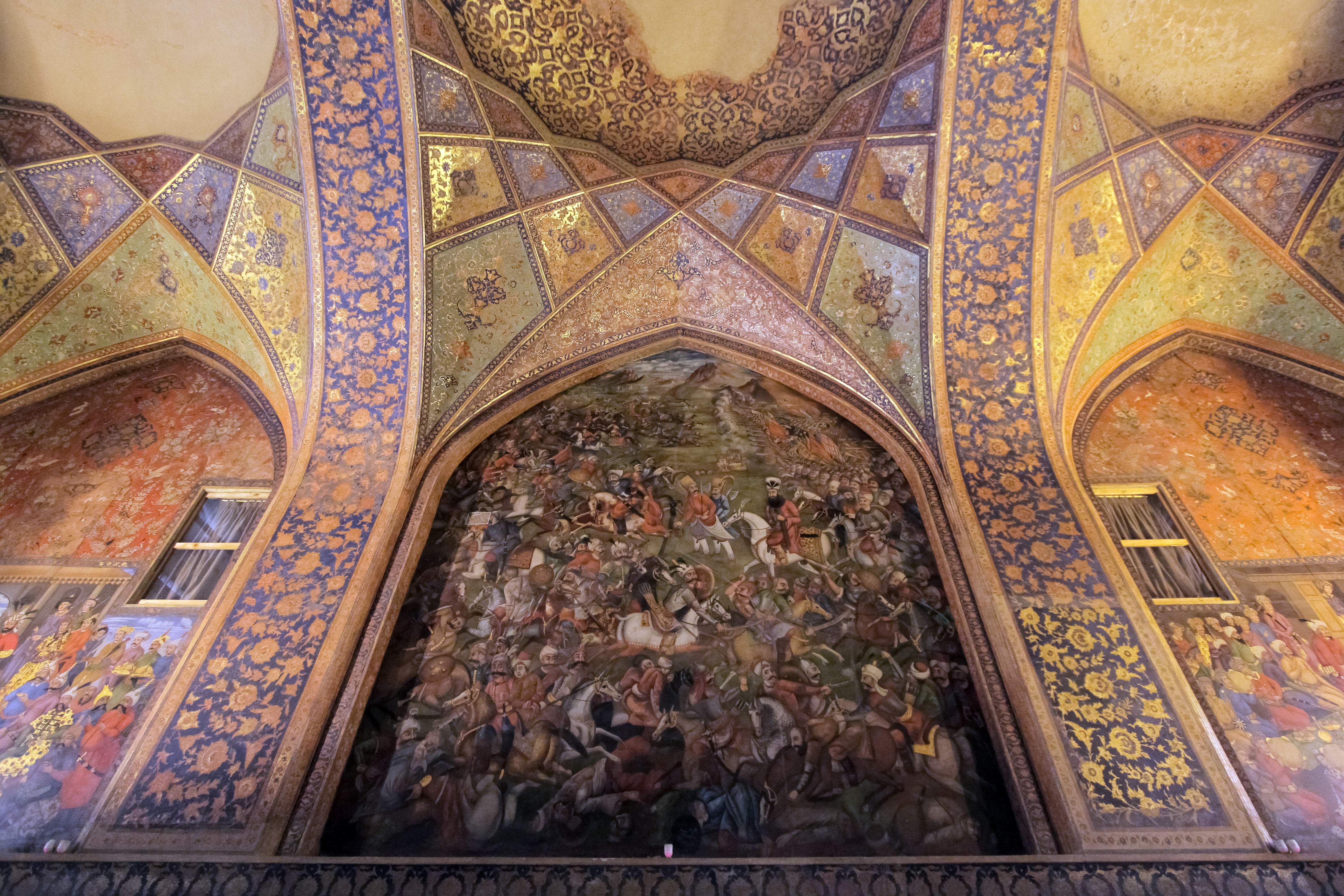
نقاشی و معماری صفوی در کاخ چهل ستون شهر اصفهان

مکتب فلسفی اصفهان عنوانی است که توسط هانری کربن و سید حسین نصر وضع شده است تا نوزایی فلسفی و عرفانی در دوره شاه عباس صفوی توضیح داده شود. با انتقال پایتخت صفویه به اصفهان توسط شاه عباس، دانشمندان به این شهر مهاجرت می‌کنند و مورد حمایت دربار قرار می‌گیرند. در این مکتب آموزه‌های فلسفه سینوی ابن سینا، فلسفه اشراقی سهروردی، عرفان نظری ابن عربی و تعلیمات امامان شیعه تلفیق گردید و یک همنوایی فکری ایجاد شد. بنیانگذار مکتب اصفهان میرداماد است که دستگاه فلسفی با عنوان حکمت یمانی را بر اساس اصلاح فلسفه اشراقی سهروردی ایجاد کرد. در حکمت یمانی بر تجارب و شهودهای ذوقی-عرفانی بیش از مباحث استدلالی تأکید می‌شود. شخصیت‌های برجسته دیگر این مکتب میرفندرسکی و شیخ بهایی هستند. سه حکیم مؤسس مکتب اصفهان، میرداماد، میرفندرسکی و شیخ بهایی، شاگردانی را پروردند که مهم‌ترین آن‌ها ملاصدرای شیرازی است. وی طرح فلسفی جدید با عنوان حکمت متعالیه را پدیدآورد. اما برخی فقهای شیعه آموزه‌های وی را مخالف با تشیع قلمداد کردند و وی از اصفهان هجرت کرد. در دستگاه فکری وی سه رویکرد معرفتی مبتنی بر وحی، برهان عقلی و شهود عرفانی به وحدت می‌رسد. اما، مهم‌ترین نوآوری فلسفی او آن اصالت وجود بود که دیدگاه انقلابی در فلسفه اسلامی محسوب می‌شود. در این دیدگاه آنچه واقعیت است و اصالت دارد وجود است و نه ماهیت. همچنین، معرفت‌شناسی وی مبتنی بر اتحاد عاقل و معقول است که متأثر از سهروردی است. تحول دیگر وی در دستگاه فلسفه ارسطویی طرح ایده حرکت جوهری است. موضوع اصالت وجود و وحدت وجود که وی کوشید به صورت فلسفی آن را اثبات کند، مورد انتقاد برخی دیگر از فلاسفه مکتب اصفهان همچون رجبعلی تبریزی قرار گرفت. برخی همچون، شمسای گیلانی رویکرد فلسفی میرداماد را ادامه دادند و آرای ملاصدرا را نپذیرفتند. از دیگر اعضای مکتب اصفهان می‌توان عبدالرزاق لاهیجی، فیض کاشانی و قاضی سعید قمی را برشمرد.
به نوشته سید حسین نصر در اواخر صفویه، فضای دینی ضد فلسفی موجب افول این مکتب می‌شود، به طوری که آموزش فلسفی در اصفهان متوقف می‌گردد و علمای بنام این مکتب به شهرهای دیگر مهاجرت می‌کنند. با این حال دستاوردهای فکری مکتب اصفهان، بخصوص حکمت متعالیه تأثیر پایدار بر فلسفه در ایران بر جا می‌گذارد و منجر به تغییر پارادایم فلسفه مشایی به فلسفه صدرایی بخصوص از سده نوزدهم میلادی به بعد می‌شود.

## شش جریان فلسفی
در اصفهانِ دوران صفویه، شش جریان فلسفی شاخص وجود داشت که به شرح ذیل هستند:
- مدرسه فلسفی میرداماد (حکمت یمانی)
- مدرسه فلسفی شیخ بهایی (حکمت ایمانی)
- مدرسه فلسفی میرفندرسکی (حکمت تطبیقی)
- مدرسه فلسفی ملاصدرای شیرازی (حکمت متعالیه)
- مدرسه فلسفی ملارجب علی تبریزی (حکمت تنزیهی)
- مدرسه فلسفی مشائیان جدید (حکمت نومشایی)[۵]

### فقه
مکتب فقهی اصفهان به لحاظ تاریخی بین مکتب جبل عامل و مکتب نجف قرار دارد. زمینه شکل‌گیری این مکتب، با تشکیل حکومت صفویان و در پی آن مهاجرت علمای شیعه از جبل عامل به ایران شروع می‌شود. اما به‌طور خاص با استقرار شاه عباس در اصفهان و تأسیس حوزه علمیه در این شهر به ظهور می‌رسد. ویژگی برجسته این مکتب گرایش اخباری و توجه به احادیث است که منجر به گردآوری جوامع روایی شیعه بخصوص بحار الانوار می‌شود. از دیگر ویژگی‌های این مکتب رابطه نزدیک و همکاری حوزه علمیه با دولت است که در تاریخ شیعه تا آن زمان بی‌سابقه بوده است، به طوری که در ساختار قضایی صفویان رسماً تحت تولی علمای منصوب شاه بوده است. همچنین علما در این دوره در ترویج تشیع در ایران نقشی کلیدی ایفا می‌کنند. برجسته‌ترین فقهای این مکتب محمدتقی مجلسی و محمدباقر مجلسی هستند.

## خطاطی و نگارگری

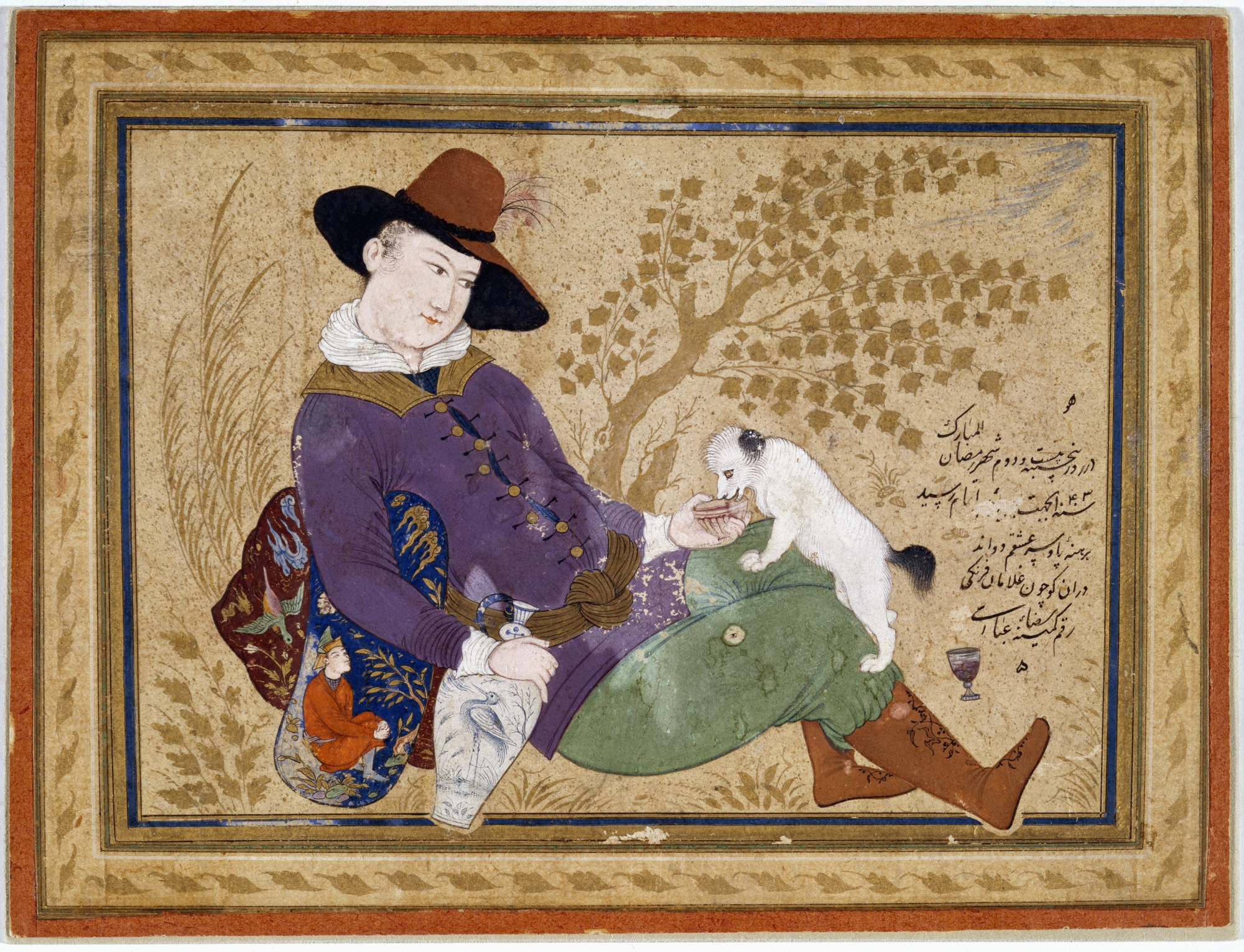
سیاحِ پرتغالی اثر رضا عباسی، سده دهم هجری

در مکتب اصفهان باغ‌ها و گل‌ها بسیار زیباتر و پرشکوه تر شدند و افراد در نگارگری لباس فاخر و مجلل داشتند. در این دوره تعداد افراد در نگارگری کاهش یافت. تک چهره‌ها افزایش یافتند. لباس‌ها بسیار دقیق تر طراحی شدند. سر و ریش و موی حالت واقع نمایانه تری یافتند. تعداد رنگ‌های به کاررفته در نقاشی محدود شدند. نقاشی‌های دیواری افزایش یافتند. تأثیرات مکتب اصفهان هم پای از ایران بیرون گذاشت و هنرمندان عثمانی و هندی را تحت تأثیر خود قرار داد.
مهم‌ترین هنرمند مکتب اصفهان رضا عباسی است. معین مصور، محمد یوسف، محمد قاسم، آقا رضا هروی و آقارضا مصور کاشی از نقاشان دیگر این مکتب هستند. درویش جوان با چوبدستی، خسرو و شیرین و شاهنامهٔ هر سه از رضا عباسی. این دوره مصادف با فرنگی سازی در نقاشی نیز است. محمد زمان (پائولو زمان) از سوی شاه عباس دوم به اروپا رفت و به علت تعلیماتی که دید آثار او تأثیرات نقاشی غربی را بیش از سایرین نشان می‌دهد. این نوع نقاشی در دورهٔ زندیه و قاجاریه نیز ادامه یافت. خمسهٔ نظامی محمد زمان یکی از مهم‌ترین این آثار است.

## موسیقی
مکتب آوازی اصفهان از اواخر دوره قاجار شکل می‌گیرد. در آن دوره نایب اسدالله به همراه سیدعبدالرحیم اصفهانی که روحانی بوده و صدای خوبی داشته، شروع به کار می‌کنند و این دو که از شاگردان ابراهیم آقاباشی بودند، پایه‌گذار مکتب آوازی اصفهان می‌شوند. پس از آن در سال ۱۳۰۴، تاج اصفهانی که از شاگردان سیدعبدالرحیم بوده است، نوآوری‌هایی در آواز انجام می‌دهند که ماندگار می‌شود البته برخی معتقدند سابقه این مکتب فراتر از دوره قاجار است و سیدعبدالرحیم اصفهانی حلقهٔ انتقال این فرهنگ بوده است و متعلق به یک نفر نیست؛ مثلاً تاج اصفهانی در مورد شیوه خواندن سیدعبدالرحیم گفته: من که ندیده بودم، ولی از خودش پرسیدم و او گفت: شیوهٔ خواندن من، شیوهٔ رحیم زری باف است.محقق ان، مکتب آواز اصفهان را بر اصولی مبتنی میدانندکه یکی از مهم‌ترین آن اصول، مناسب خوانی قلمداد می‌گردد. شعر و موسیقی در مکتب اصفهان بسیار پیوسته است. در این مکتب نوازنده جواب آواز را کلمه به کلمه می‌دهد و تک نواز براساس یکی از اسلوب‌های شعری تکنوازی می‌کند. نورعلی برومند، این اصل را ناشی از احاطه خواننده به آثار و ادب فارسی می‌دانسته است.در مکتب آوازی اصفهان برخلاف تهران با ادوات تحریر به صدا لطافت و ملاحت بیشتری می‌بخشند و به همین نسبت نیز در نوازندگی هم تغییر ایجاد می‌شود. هم چنین در نوع بیان شعر با قدرت آن را به شنونده تحمیل و انسان را بیدار می‌کند. موسیقی مکتب اصفهان از فضای شهر اصفهان یا حتی صحبت کردنِ مردم اصفهان و شمرده و بجا صحبت کردنشان نیز اثر گرفته است.